# Treuburger Kleinbahnen
| Unterführung am Sedranker Berg, 2018 |                     |                                       |                                       |
| Bahnstrecke Garbassen–Marggrabowa/Treuburg–Schwentainen |                     |                                       |                                       |
| Kursbuchstrecke: | 120e (1934)         |                                       |                                       |
| Streckenlänge: | 43,10 km            |                                       |                                       |
| Spurweite: | 1000 mm (Meterspur) |                                       |                                       |
| |                     |                                       |                                       |
| \| \| \| Bittkowen (geplant, nicht ausgeführt) \| \| \| \| 27,2 \| Garbassen \| Garbassen \| \| \| 26,3 \| Mierunsken/Merunen Nord \| Mierunsken/Merunen Nord \| \| \| 23,2 \| Mierunsken/Merunen Mitte \| Mierunsken/Merunen Mitte \| \| \| 22,6 \| Mierunsken/Merunen Süd \| Mierunsken/Merunen Süd \| \| \| 20,3 \| Mierunsken/Merunen Gut \| Mierunsken/Merunen Gut \| \| \| 17,8 \| Drosdowen/Drosten \| Drosdowen/Drosten \| \| \| 15,5 \| Buttken \| Buttken \| \| \| 13,6 \| Bialla/Billstein \| Bialla/Billstein \| \| \| 11,4 \| Lehnarten \| Lehnarten \| \| \| 8,8 \| Dombrowsken/Königsruh \| Dombrowsken/Königsruh \| \| \| 6,3 \| Stobbenort \| Stobbenort \| \| \| 4,4 \| Seedranken \| Seedranken \| \| \| 3,6 \| Klein Lassek/Liebchensruh \| Klein Lassek/Liebchensruh \| \| \| 0,9 \| Marggrabowa/Treuburg Hp \| Marggrabowa/Treuburg Hp \| \| \| 0,0 \| Marggrabowa/Treuburg Klb \| Marggrabowa/Treuburg Klb \| \| \| \| Bahnstrecke Insterburg–Lyck \| \| \| \| 1,7 \| Elisenhöhe \| Elisenhöhe \| \| \| 4,0 \| Kukowen/Reinkental Gut \| Kukowen/Reinkental Gut \| \| \| 5,1 \| Kukowen/Reinkental Hp \| Kukowen/Reinkental Hp \| \| \| 5,7 \| Kukowen/Reinkental Wald \| Kukowen/Reinkental Wald \| \| \| 7,9 \| Sayden/Saiden \| Sayden/Saiden \| \| \| 10,6 \| Giesen \| Giesen \| \| \| 12,5 \| Duttken \| Duttken \| \| \| 13,8 \| Konradsfelde \| Konradsfelde \| \| \| 15,9 \| Schwentainen (Kr Oletzko) \| Schwentainen (Kr Oletzko) \| |                     |                                       |                                       |
| Kopfbahnhof Streckenanfang (Strecke außer Betrieb) |                     | Bittkowen (geplant, nicht ausgeführt) | Bittkowen (geplant, nicht ausgeführt) |
| Bahnhof (Strecke außer Betrieb) | 27,2                | Garbassen                             | Garbassen                             |
| Haltepunkt / Haltestelle (Strecke außer Betrieb) | 26,3                | Mierunsken/Merunen Nord               | Mierunsken/Merunen Nord               |
| Bahnhof (Strecke außer Betrieb) | 23,2                | Mierunsken/Merunen Mitte              | Mierunsken/Merunen Mitte              |
| Haltepunkt / Haltestelle (Strecke außer Betrieb) | 22,6                | Mierunsken/Merunen Süd                | Mierunsken/Merunen Süd                |
| Haltepunkt / Haltestelle (Strecke außer Betrieb) | 20,3                | Mierunsken/Merunen Gut                | Mierunsken/Merunen Gut                |
| Bahnhof (Strecke außer Betrieb) | 17,8                | Drosdowen/Drosten                     | Drosdowen/Drosten                     |
| Bahnhof (Strecke außer Betrieb) | 15,5                | Buttken                               | Buttken                               |
| Bahnhof (Strecke außer Betrieb) | 13,6                | Bialla/Billstein                      | Bialla/Billstein                      |
| Bahnhof (Strecke außer Betrieb) | 11,4                | Lehnarten                             | Lehnarten                             |
| Bahnhof (Strecke außer Betrieb) | 8,8                 | Dombrowsken/Königsruh                 | Dombrowsken/Königsruh                 |
| Haltepunkt / Haltestelle (Strecke außer Betrieb) | 6,3                 | Stobbenort                            | Stobbenort                            |
| Bahnhof (Strecke außer Betrieb) | 4,4                 | Seedranken                            | Seedranken                            |
| Haltepunkt / Haltestelle (Strecke außer Betrieb) | 3,6                 | Klein Lassek/Liebchensruh             | Klein Lassek/Liebchensruh             |
| Haltepunkt / Haltestelle (Strecke außer Betrieb) | 0,9                 | Marggrabowa/Treuburg Hp               | Marggrabowa/Treuburg Hp               |
| Bahnhof (Strecke außer Betrieb) | 0,0                 | Marggrabowa/Treuburg Klb              | Marggrabowa/Treuburg Klb              |
| Kreuzung geradeaus unten (Strecke geradeaus außer Betrieb) |                     | Bahnstrecke Insterburg–Lyck           | Bahnstrecke Insterburg–Lyck           |
| Haltepunkt / Haltestelle (Strecke außer Betrieb) | 1,7                 | Elisenhöhe                            | Elisenhöhe                            |
| Bahnhof (Strecke außer Betrieb) | 4,0                 | Kukowen/Reinkental Gut                | Kukowen/Reinkental Gut                |
| Haltepunkt / Haltestelle (Strecke außer Betrieb) | 5,1                 | Kukowen/Reinkental Hp                 | Kukowen/Reinkental Hp                 |
| Haltepunkt / Haltestelle (Strecke außer Betrieb) | 5,7                 | Kukowen/Reinkental Wald               | Kukowen/Reinkental Wald               |
| Bahnhof (Strecke außer Betrieb) | 7,9                 | Sayden/Saiden                         | Sayden/Saiden                         |
| Bahnhof (Strecke außer Betrieb) | 10,6                | Giesen                                | Giesen                                |
| Bahnhof (Strecke außer Betrieb) | 12,5                | Duttken                               | Duttken                               |
| Haltepunkt / Haltestelle (Strecke außer Betrieb) | 13,8                | Konradsfelde                          | Konradsfelde                          |
| Kopfbahnhof Streckenende (Strecke außer Betrieb) | 15,9                | Schwentainen (Kr Oletzko)             | Schwentainen (Kr Oletzko)             |

Die Treuburger Kleinbahnen waren ein Eisenbahnbetrieb, der aus der Oletzkoer Kleinbahn-AG im ostpreußischen Landkreis Treuburg hervorgegangen ist.

## Geschichte
Der ostpreußische Kreis Oletzko, der seit 1933 Kreis Treuburg hieß, wurde 1879 durch die Preußische Ostbahn mit der Strecke Goldap–Marggrabowa–Lyck an das Eisenbahnnetz angeschlossen; 1908 kam noch eine Nebenbahn von Marggrabowa nach Kruglanken dazu. Marggrabowa war die Hauptstadt des Kreises Oletzko und wurde 1928 in Treuburg umbenannt. 

### Oletzkoer Kleinbahn-Aktiengesellschaft
Die verbliebenen Lücken sollten durch die Oletzkoer Kleinbahn-AG geschlossen werden. Diese wurde vom Preußischen Staat mit einem Aktienkapital von 1.050.000 Mark, dem Provinzialverband Ostpreußen und dem Kreis Oletzko mit einem Aktienkapital von je 525.000 Mark sowie der dem Bahnbauunternehmung Lenz & Co. gehörenden Ostdeutschen Eisenbahn-Gesellschaft in Königsberg mit 463.000 Mark am 6. Dezember 1909 gegründet.

## Streckenführung
Die beiden Strecken wurden in Meterspur angelegt und am 18. September 1911 eröffnet. Die nördliche führte von der Kreisstadt mit damals über 5.000 Einwohnern über Mierunsken (Merunen) an der russischen Grenze bis nach Garbassen und war 27 Kilometer lang. Ursprünglich war geplant, die Strecke bis Bittkowen zu führen. Die zweite Strecke erstreckte sich in südwestlicher Richtung bis Schwentainen und war 16 Kilometer lang.
Zunächst verkehrten auf beiden Strecken drei Zugpaare täglich, wobei die Züge nach Garbassen fünf Minuten nach denen nach Schwentainen in Marggrabowa abfuhren und umgekehrt fünf Minuten eher ankamen. Durchgehende Züge gab es nicht. 1913/14 wurden 89.392 Personen und 18.375 t Güter befördert. 1938/39 waren es 38.174 Personen und 20.321 t Güter.
Im Ersten Weltkrieg gab es durch Kampfhandlungen und Plünderungen erhebliche Schäden an der Kleinbahn. 
Die Betriebsführung wurde der Ostdeutschen Eisenbahn-Gesellschaft (ODEG) in Königsberg übertragen, die auch die Aktien von Lenz & Co an der Bahn erworben hatte. Am 30. Juni 1924 wurde die Oletzkoer Kleinbahn-AG in die Insterburger Kleinbahn-AG eingegliedert, die sich anschließend Ostpreußische Kleinbahnen AG nannte.
Die Strecken wurden im Zweiten Weltkrieg stark beschädigt. Nach der sowjetischen Besetzung des Gebietes und Angliederung an Polen 1945 wurde die Strecke nicht wieder in Betrieb genommen.

## Fahrzeuge
Bei Betriebseröffnung standen vier baugleiche Lokomotiven zur Verfügung. Drei davon wurden im Ersten Weltkrieg nach Polen gebracht und gingen von dort wohl nach Russland. So wurden 1915 drei Lokomotiven von Jung bezogen, baugleiche Lokomotiven gingen an die Lycker Kleinbahnen.
Liste der Dampflokomotiven
| Bezeichnung | Hersteller                                  | Nummer / Baujahr | Typ    |        | Bemerkungen                                       |
| ----------- | ------------------------------------------- | ---------------- | ------ | ------ | ------------------------------------------------- |
| TKB 1       | Union Giesserei, Königsberg                 | 1883 / 1911      | 1'Cn2t |        |                                                   |
| TKB 2       | Union Giesserei, Königsberg                 | 1884 / 1911      | 1'Cn2t |        |                                                   |
| TKB 3       | Union Giesserei, Königsberg                 | 1885 / 1911      | 1'Cn2t |        | Verlust um 1915/16.                               |
| TKB 4       | Union Giesserei, Königsberg                 | 1886 / 1911      | 1'Cn2t |        | Verlust um 1915/16.                               |
| TKB 5       | Arnold Jung Lokomotivfabrik, Kirchen (Sieg) | 2293 / 1915      | 1'Bn2t | 100 PS |                                                   |
| TKB 3'      | Arnold Jung Lokomotivfabrik, Kirchen (Sieg) | 2358 / 1916      | 1'Cn2t | 160 PS | Nach 1945 in Ełk, PKP Txa2-3341, später Tya6-3324 |
| TKB 4'      | Arnold Jung Lokomotivfabrik, Kirchen (Sieg) | 2359 / 1916      | 1'Cn2t | 160 PS | Nach 1945 in Ełk, PKP Txa2-3342, später Tya6-3325 |

1939 standen folgende Fahrzeuge zur Verfügung: vier Dampflokomotiven, acht Personen-, zwei Pack- und 36 Güterwagen. Die Lokomotiven waren im Krieg wohl so beschädigt worden, dass ein weiterer Einsatz nicht in Frage kam.